# Rosa del Río
Rosa María del Río Cabrerizo (Logroño, 1953-Madrid, 12 de mayo de 2016) fue una periodista y profesora española, especializada en información económica y directora del semanario El Nuevo Lunes.

## Biografía
Con una extensa formación académica, era doctora en Ciencias de la Información, licenciada en Geografía e Historia y diplomada en Economía, todo ello por la Universidad Complutense de Madrid. Fue directora técnica del máster de Información Económica de la Complutense y después profesora en información económica en la Universidad CEU San Pablo.
Como periodista, destacó como directora del semanario económico El Nuevo Lunes, proyecto en el que se inició con José García Abad, una de las publicaciones periódicas económicas decanas de la prensa española y que cumplió el 35 aniversario en febrero de 2016. Fue presidenta de la Asociación de Periodistas de Información Económica (APIE, 1992-1996) y miembro vitalicio de la Asociación de la Prensa de Madrid (APM).